# Колтун Леонід Якович
Леонід Якович Колтун (нар. 7 вересня 1944, Харків, УРСР, СРСР) — колишній український футболіст (воротар) і відомий тренер з футболу. Майстер спорту (1971). Заслужений тренер УРСР (1983).

## Біографія

### Ранні роки
Леонід народився 7 вересня 1944 року в місті Харкові. Жив біля стадіону «Дзержинець» (зараз називається «Металіст»). З дитячих років вирішив стати тільки воротарем. Крім футболу деякий час захоплювався і водним поло, і гандболом (теж стояв на воротах).

### Кар'єра футболіста
У 1961 році Леонід вже був у команді «Авангард». Через кілька років його стали активно залучати до молодіжної збірної СРСР, харків'янин зіграв на парі турнірів. Однак потім посипалася команда, і винним виявився воротар.
З 1965 року захищав ворота миколаївського «Суднобудівника», з якого був вперше і востаннє в своїй біографії відрахований.
З 1965 року Колтун грав за кіровоградську «Зірку». У 1969 році на початку сезону команда грала з «Дніпром» (перша ліга). У Дніпропетровську виграли 2-1. Тоді Валерій Лобановський побачив, що Леонід вміє стояти на воротах. У другому колі, коли «Дніпро» приїхав у Кіровоград, він покликав футболіста до себе в готель і запросив у команду «Дніпро», хоча воротар був травмований. Валерій Васильович сказав Леоніду Колтуну, що його вилікують і з наступного сезону він буде грати в «Дніпрі». У травні 1970-го року спортсмен переїхав у Дніпропетровськ.
Леонід Якович Колтун — перший футболіст «Дніпра», якого викликали до збірної СРСР. У 1974-му Костянтин Бєсков викликав його на виїзний поєдинок відбірного турніру чемпіонату Європи проти ірландців. Перед тим зіграв у турнірі чотирьох столиць( як зб Москва). Він зіграв проти Берліна і Варшави , далі сидів у запасі, на воротах стояв Володимир Пільгуй із московського «Динамо».

### Тренерська діяльність
У 1980 році розпочав тренерську роботу на посаді тренера «Дніпра».
Леонід Колтун:
| «Я вважаю, що робота з Володимиром Ємцем і Геннадієм Жиздиком — це найкращі роки мого життя» |
1990 року навколо команди розгорівся скандал. Тодішній тренер «Дніпра» Євген Кучеревський напередодні матчу 1/4 фіналу Кубка чемпіонів 1989—1990 проти «Бенфіки» продав провідних гравців — Лютого, Шахова, Чередника. Колтун дорікнув йому за це.
У 1991-му Леонід Якович пішов з «Дніпра» до волгоградського «Ротора». Він узяв із собою до Волгограда Ледяхова, Геращенка, Яровенка, Гудименка. Команда виграла чемпіонат СРСР у першій лізі, але преміальних, 5 тисяч доларів на кожного, так і не отримала.
Колтуна запросили до Полтави, але пробув він там 9 днів, бо дуже мало грошей платили. А в Тернополі та Миколаєві спонсори відмовлялися від команд. Також недовго працював у Житомирі. Не вжився з президентом «Полісся» Заєю Авдишем.
1995 року — тренер команди «Металург (Запоріжжя)».
1996 року Колтуна до «Зеніту» запросив тодішній тренер команди Анатолій Бишовець. Коли Анатолій Федорович працював зі збірною СРСР (1990—1991), Леонід Якович готував для нього воротарів до матчу відбору Євро-1992 проти Італії. Зіграли тоді 0:0.
Колтун у Бишовця в «Зеніті» був селекціонером по Україні. Привіз Поповича з Кривого Рогу, запоріжця Вернидуба. Максимюка знайшов у Івано-Франківську. «Зеніту» футболісти діставалися, за футбольними мірками, за дуже низькими цінами. Вернидуб обійшовся у 30 тисяч доларів, Попович — у 70 тисяч.
Коли Бишовець очолив збірну Росії у 1998 році, Колтун пішов із «Зеніту» до запорізького «Торпедо». Втратив у грошах: у Пітері мав 3 тисячі доларів, а в Запоріжжі — тисячу. І ту не платили. Команда мешкала взимку на базі й харчувалася гречаною кашею.
У 1999-му Леонід Якович повернувся до «Дніпра». Тоді команда боролася за виживання. Колтун хотів зустрітися з її власником Ігорем Коломойським, попросити грошей на посилення. Але його не прийняли. Контракту Леонід Якович не мав, працював за джентльменською угодою. Спересердя поїхав до Києва, де вже купив квартиру.
У 2000 році в одному з ресторанів Києва випадково зустрівся з професором, який в інфізі (інститут фізичної культури) викладав. У нього в аспірантурі працював китаєць, який мав відношення до клубу «Цзянсу Сайнті» з міста Нанкін. Потрібен був тренер. Колтуна по телефону переключили на китайця, який запропонував Леоніду Яковичу летіти в Китай. Він погодився. Візу йому зробили за годину. Наступного дня Колтун вже був у літаку.
Українського тренера там зустріли вороже. Улаштували йому перевірки, шукали недоліки в кваліфікації. Не знайшовши, підписали з ним контракт на чотири місяці. Потім ще шість разів наново підписували угоду.
Команда прогресувала. У другому колі піднялася із 7-го місця на 1-ше. Українець налагодив дисципліну, дав тактику. Тренування зробив інтенсивнішими, але менш тривалими. У Китаї дивувалися з успіхів команди. Навіть судити матчі «Санті» вперше запросили арбітрів із сусідньої Кореї.
Повернувшись в Україну Колтун сказав:
| «Я заробив за два роки в Китаї набагато більше, ніж за всю кар’єру» |
Хоча були і труднощі: місцевий вологий клімат, плюс 40 градусів у затінку, специфічна їжа, добовий графік: сніданок — о 8-й ранку, вечеря — о 6-й вечора.
2006 — став консультантом волгоградського «Ротора»
2008 — спортивний директор ПФК «Севастополь»
Станом на 2013 рік Леонід Якович Колтун пише мемуари, спілкується з журналістами.

## Досягнення
- Чемпіон СРСР (1ліга)- 1971.
- Третій призер чемпіонату СРСР (1ліга)- 1970.
- Переможець турніру чотирьох столиць-1974.

- Дворазовий чемпіон СРСР з футболу («Дніпро» Дніпропетровськ 1983, 1988).
- Володар кубка СРСР з футболу («Дніпро» Дніпропетровськ 1989).
- Вивів команду у вищу лігу («Ротор» Волгоград 1991).
- Вивів команду в вищу лігу («Евіс» Миколаїв 1994).